# Габовда, Янош Павлович
Я́нош Па́влович Габо́вда (16 июля 1941, Ключарки, Закарпатская область — 16 июля 1986, Мукачево, Закарпатская область) — советский украинский футболист венгерского происхождения. Нападающий, известный по выступлениям за «Карпаты» (Львов). Обладатель Кубка СССР 1969. Мастер спорта СССР (1968). Также большую часть карьеры провёл в «Буковине» (Черновцы), и «Локомотиве» (Винница). Дядя футболиста Юрия Габовды.

## Биография
Родился в селе Ключарки на Закарпатье в многодетной семье — имел 12 братьев и сестер. Футбольную карьеру начал в «Верховине» (Ужгород), затем выступал за команду города Серпухов (Московская область). Впоследствии перешёл в винницкий «Локомотив», откуда его пригласил в «Карпаты» тогдашний главный тренер львовян Василий Васильев.
Дебютировал в составе «зелёно-белых» 8 апреля 1968 года в матче против калининградской «Балтики». Всего в составе «Карпат» в чемпионатах СССР сыграл 140 матчей, забил 67 голов. Лучший бомбардир второй группы (класс «А») 1968 и первой лиги 1970 (в обоих сезонах забил по 24 гола). Входил в список 33 лучших футболистов УССР (1970).
Славился непревзойдённой игрой головой — большую часть голов забил именно после выигранных верховых дуэлей. В финале Кубка СССР 1969 при счёте 1:1 Янош именно головой сбросил мяч Владимиру Булгакову и тот забил победный гол, благодаря которому львовяне получили трофей. Один из самых результативных бомбардиров львовских «Карпат» за всю историю клуба.
В 1970 занял третье место в списке лучших футболистов УССР. После «Карпат» провёл два сезона за «Локомотив» (Винница) и два за «Буковину» (Черновцы).
После карьеры игрока работал на мебельном комбинате. Скоропостижно скончался от воспаления лёгких.

## Достижения
- Обладатель Кубка СССР: 1969